# Citeris
Citeris o també Volúmnia (en llatí: Cytheris o llatí: Volumnia) va ser una famosa cortesana romana del temps de Ciceró i Marc Antoni.
Va ser primer una dona lliure i amant de Volumni Eutrapel i després va ser l'amant de Marc Antoni. I encara després va ser amant del poeta Gai Corneli Gal, a qui no es va mantenir fidel. Gal, en un poema, l'anomena Lycoris.